# Техно сапиенс
«Техно сапиенс» (англ. Techno Sapiens; другое название — «Теневые воины», Shadow Warriors) — американский фантастический художественный кинофильм.

## Сюжет
В недалеком будущем некая совместная американско-украинская электронная корпорация занялась созданием биороботов из подходящих покойников, начиняя их электроникой. Цель их состояла в том, чтобы работать идеальными телохранителями. Нашёлся негодяй, решивший превращать их в боевые машины. Для этого он стал убивать спортивных, подготовленных ребят и закладывать в них программы убийства. Один экземпляр с Украины — Михаил, пройдя такую процедуру, перебил кучу охранников и рванул на родину. Дело было в том, что память предыдущей жизни не была полностью стёрта, и он помнил свою семью, за которую, похоже, нужно было отомстить своим создателям. За ним посылают более совершенную модель, предназначенную защищать людей. Добравшись до Киева, Михаил убивает своих создателей. Одновременно Служба безопасности компании ликвидирует злоумышленника Коннорса. В финальном поединке Михаил схватывается с преследующим его Тейлором и они оба исчезают в пламени взрыва от посланной в них ракеты.

## В ролях
- Терри О’Куинн — доктор Коннорс
- Тимоти Пэтрик Кэвэно — Баркли
- Ивэн Лури — Тейлор
- Эшли Энн Грэм — Натали
- Руслан Третьяк — Михаил